# 127
| Calendário gregoriano                                                        | 127 CXXVII                    |
| Ab urbe condita                                                              | 880                           |
| Calendário arménio                                                           | -425 – -424                   |
| Calendário bahá'í                                                            | -1717 – -1716                 |
| Calendário budista                                                           | 671                           |
| Calendário chinês                                                            | 2823 – 2824                   |
| Calendário copta                                                             | -157 – -156                   |
| Calendário etíope                                                            | 119 – 120                     |
| Calendários hindus - Vikram Samvat - Calendário nacional indiano - Cáli Iuga | 182 – 183 48 – 49 3227 – 3228 |
| Calendário Holoceno                                                          | 10127                         |
| Calendário islâmico                                                          | 510 BH – 509 BH               |
| Calendário judaico                                                           | 3887 – 3888                   |
| Calendário persa                                                             | 495 BP – 494 BP               |
| Calendário rúnico                                                            | 377                           |
| Calendário solar tailandês                                                   | 670                           |

127 (CXXVII, na numeração romana) foi um ano comum do século II do Calendário Juliano, da Era de Cristo,  e a sua letra dominical foi F (52 semanas), teve início a uma terça-feira e terminou também a uma terça-feira.
| Ano completo                       |
| ---------------------------------- |
| Ano comum com início à terça-feira |

## Eventos

### Por local

#### Império Romano
- Imperador Adriano retorna à Roma depois de sete anos viajando pelas Províncias romanas.
- Adriano, agindo pelo conselho de seu procônsul da Ásia, Minúcio Fundano, determina que os Cristãos não deverão ser mortos sem julgamento.

#### Índia
- Canisca I começa a reinar o Império Cuchana (data aproximada).

## Nascimentos
- Zheng Xuan, filósofo Chinês (m. 200)

## Mortes
- Plutarco, historiador Grego